# ナンパ (アイダホ州)
ナンパ（英: Nampa、発音:/ˈnæmpə/）は、アメリカ合衆国アイダホ州南西部に位置する都市。州間高速道路I-84沿い、州都ボイシの西約20マイル（約32km）、メリディアンの西約6マイル（約9.6km）に位置する。ボイシの衛星都市として高い成長を遂げており、1990年代遅くに州東部のアイダホフォールズやポカテッロを追い抜いてアイダホ州第2の都市となった。2000年国勢調査による人口は51,867人だったが、2010年国勢調査では2000年時点よりも50%以上増加し、81,557人となっている。2020年国勢調査では100,200人で、より高成長を遂げたメリディアンには抜かれて州内第3位となっているものの、市史上初めて10万人を突破している。「ナンパ」という名前はモカシン（鹿皮製の靴）あるいは足跡を意味するショショーニー語から来ている。

## 歴史
ナンパは1880年代にオレゴン・ショートライン鉄道会社がワイオミング州グランジャーからオレゴン州ハンティントンまでナンパを通る鉄道線を建設したときにその歴史が始まった。その後も次々と鉄道線がナンパを通るようになり、ナンパは大変重要な鉄道町になった。アレクサンダーとハンナのデュフェ夫妻が町で初めての家屋を建設し、その友人で共同設立者でもあるジェイムズ・マギーの援助もあって、ナンパ土地改良会社を設立した。この会社の名前があったにも拘わらず、土地に集まった市民は宗教色が強かったので、初期開拓者の多くはこの町を「ニュー・ジェルーサレム」と呼んだ。わずか1年で町の人口は15人から50人に増えた。新しい快適な施設も作られて成長を続け、1890年には自治体となった。
西部開拓時代の町の大半は道路が南北に走っているのとは異なり、昔からあるナンパの道路は北西から南東に走る鉄道に垂直に置かれた。このために町の北部は鉄道の北東部になり、町の南部は南西部になった。アレクサンダー・デュフェは以前にカナダのトロント近くで区画割りを行った町で起こったような事故を防ぐためにナンパの通りをこのように配置した。その事故とは一人の女性と2人の子供が線路を渡ろうとして乳母車が線路に嵌って動かなくなり、列車に轢かれて死んだものだった。当初のオレゴン・ショートライン鉄道線はボイシを迂回しており、ナンパはこの地域に建設された多くの鉄道駅の中でも最も魅力ある町になった。
1890年代に最初の小学校が建設された。そのレイクビュー小学校は6番通りと12番アベニュー北の丘の上にあり、エセル湖が見える所である。この学校の創立100周年祭りの直後に廃校になり第一メノナイト教会に売却された。2008年にこの校舎が改装され、アイダホ州芸術チャータースクールが使っている。
灌漑用貯水池であるエセル湖は長く地域社会のピクニック目的地として使われてきており、この湖と周辺の施設を使って多くの市民が釣り、水泳、ボート漕ぎや狩りまでも楽しんできた。しかし、地元のハンター達が隣接する資産の所有者O・F・パーソンズのペットのアヒルまで撃つようになったことに抗議があったので、狩りは長続きしなかった。
ナンパ市はこの湖を入札にかけた。E・H・デューイ（元ナンパ市長）だけが応札した。しかしたまたま起こった洪水のために近くの住人からの一連の訴訟が起こった。デューイは結局エセル湖の水をあけてしまった。それから間もなく市政委員会がフリッツ・ミラーの資産やデューイ邸の買い戻しに興味を示すようになった。その後4年以上圧力が高まった。ナンパ市民は新しい公園を望んだ。1924年8月7日、市政委員会はミラーの資産を買収する条令を通し、そこをレイクビュー公園と名付けた。野外ステージが1928年に完成し、市民プールは1934年8月13日にオープンした。プールの入場料は1人10セント、あるいは15人で1ドルである。レイクビュー公園はナンパで最大の公園であり、多くの地域社会のお祭りがここで開催されている。
アイダホ州シルバーシティの鉱山で財産を作ったウィリアム・H・デューイ大佐がナンパに4本の鉄道線が集まる利点に目を付けて、1902年に25万ドルを掛け優美なデューイ・パレスホテルを建設した。デューイ大佐は1903年にこのホテルで死に、その息子に100万ドルを遺した。このホテルはナンパ中心街数ブロックを焼き尽くした1909年の大火を生き残ったが、1963年にその大きな建物を改修しようという者がいなかったので解体された。シャンデリアやホテルの金庫のような記念品がキャニオン郡歴史博物館に収められている。この博物館はフロント通りとナンパ市役所前にある古い駅舎を使っている。第1通り沿い11番アベニューと12番アベニューにあったホテルを解体した後、南側部分は銀行とタイヤ店など民間企業に売却され、この歴史的建物は現在ある現代的構造物に生まれ変わった。ナンパ中心街組合（地元の商工会議所）とアメリカボーイスカウトのためのイーグルスカウト・プロジェクトとの間の協業で、元のパレスホテルから通り向かいに公共用途の切手サイズの公園が置かれた。この公園にはこのプロジェクトのために発注された走る馬を彫った大きな壁画がある。
カーネギー図書館が1908年に中心街に造られた。これは1966年に図書館を移転した後焼け落ちた。ナンパ公共図書館は現在第1通りと11番アベニュー南の角の古い銀行の建物に入っている。この図書館自体がお粗末な状態にあるが、新しい図書館の計画が進行中であり、建設は今後数年以内に始める提案が成されている。

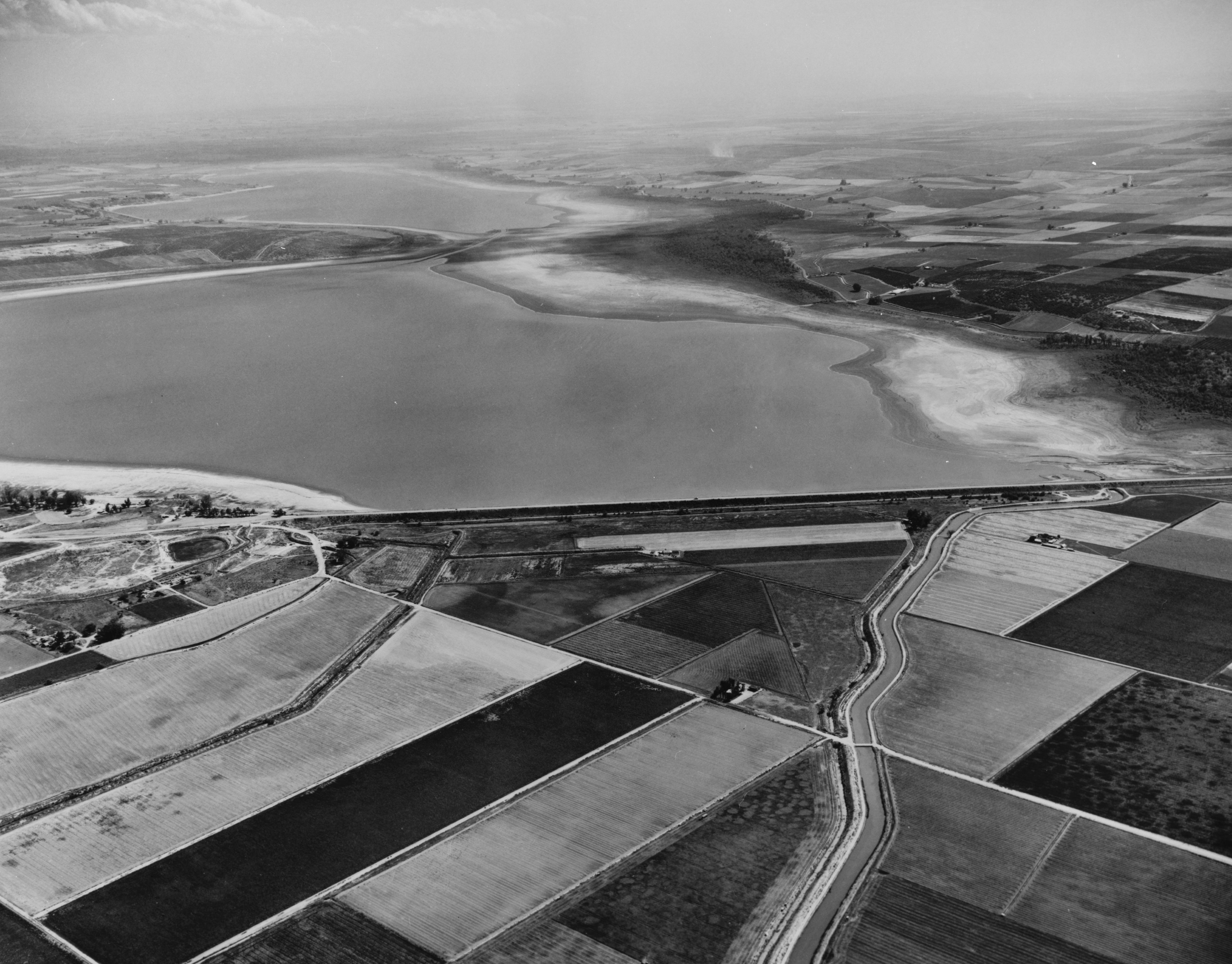
ディアフラット貯水湖

1906年から1911年の間に灌漑用貯水湖であるディアフラット貯水湖がアメリカ合衆国開拓局の手で造られた。地元ではローウェル湖と呼ばれ、1909年にセオドア・ルーズベルト大統領によって制定されたディアフラット国立野生動物保護区に囲まれている。この保護区は合衆国魚類野生生物局によって管理されている。ローウェル湖はコンクリートで埋められている。水はボイシ川のラッキーピーク・ダムから数マイル下流から引いている。
アイダホ州立学校病院は州内の発達障害者のために1910年にナンパの北西に建設され、1918年に会館された。この施設は大半が自給自足であり、入居者が耕作する大きな農園がある。機能障害の軽い入居者が自分のことをできない入居者の面倒を見てもいる。この州立学校の開館時点から発達障害のある人にたいする介護が大きく変わってきた。古い農園用の土地は売却されて現在はゴルフ場になっており、入居者は他の入居者に対する介護を行ってはいない。この施設は改修され現在でも運営が続いているが、古い建物の幾つかは現在少年犯罪者収容のために使われている。
ナンパでは1908年頃から毎年、収穫祭と農夫市場が開催されている。この祭から1937年にスネーク川ロデオ大会が始まり、現在でも続いており、プロによる巡回ロデオの中ではトップ12に入っている。
ナザレ派教会の地元教徒が1913年に小さな小学校を建て、1915年にはノースウェスト・ナザレ・カレッジに成長し、最終的にノースウェスト・ナザレ大学になった。この大学では現在2,500人の学生と大学院生が学んでいる。
1965年にトレジャー・バレーでは初の屋内型ショッピングセンターであるカーチャー・モールがオープンした。このモールでサンタクロースの膝に座ってオレンジ・ジュリアスを飲んだり、レッドバロン・ゲームセンターでゲームをした記憶がある地域住民も多い。カーチャー・モールは数十年間「人が集う所」であり続けたが、1988年にボイシにボイシ・タウンスクェアが建設されて、廃れていった。長年苦闘した後に今は復活しつつある。新しく州間高速道路84号線のインターチェンジが近くにでき、新しい事業が始まろうとしている。
ナンパは成長速度が速いので、新しい家屋、新しいショッピングセンターおよび新しい道路がある。カーチャー・インターチェンジの北にあるトレジャー・バレー・マーケットプレースには、コストコ、ターゲット、ベスト・バイ、コスト・プラス・ワールドマーケット、オリーブ・ガーデン、マイケルズ、ドレスバーン、オールド・ネイビー、ベッド・バス・アンド・ビヨンドおよびコールズなど多くの小売店が入っている。その道路向かいにはマクドナルドなどが入る2番目のショッピングセンターがある。ナンパ・ゲートウェイセンターは州間高速道路84号線のガリティ・ブールバードに近くアイダホセンター側に新しく開発中のショッピングセンターである。J.C.ペニー、スポーツオーソリティ、メイシーズおよびアイダホ・アスレチッククラブがナンパ・ゲートウェイセンターに入っている。その他ウォルマートやサムズクラブのような大型店が同じ地域にある。
キャニオン郡地域の日刊地方紙はアイダホ・プレス・トリビューンである。2009年初期以降、アイダホ・ステーツマン紙の契約印刷所になっており、そこの時代遅れの印刷機は廃止され更新されていない。

## 市政府
トム・デイルが2001年11月にナンパ市長に当選し、2002年1月以降その職を務めている。ナンパ市政委員会は4人の委員で構成されている。2007年9月30日に終わった会計年度での予算は1億1,550万ドルだった。

## 教育
ナンパ教育学区には小学校16校、中学校6校および高校4校がある。高校のうち1校はオールターナティブ・スクールであり、伝統的な高校では苦労している生徒を教えている。ナンパにはノースウェスト・ナザレ・カレッジもある。

## 著名な住人
- ヘンリー・ハジム・フジイ、農夫、日系アメリカ人の代弁者、宝石細工職人
- デイビー・ハミルトン、レースカーのドライバー、インディ500に出場した
- マーク・リンゼー、ロックバンドポール・リビア・アンド・ザ・レイダーズのリードボーカル
- ザック・ライブリー、俳優
- ロブ・モリス、元NFL選手、インディアナポリス・コルツ
- グレーシー・ポスト、アメリカ合衆国下院議員、アイダホ州では初の女性議員
- テッド・トルーブラッド、アウトドアの著作家、アイダホ州保守派のリーダー、フィールド & ストリーム誌の編集者

## 交通
ナンパを通る州間高速道路は84号線であり、市内に入るためには4つの出口がある。一般用途空港であるナンパ市民空港がある。主要道路としてはアイダホ州道55号線、ナンパとコードウェルを繋ぐナンパ・コードウェル・ブールバード、12番アベニュー、16番アベニューおよびガリティ・ブールバードがある。ユニオン・パシフィック鉄道のノースウェスト回廊線がソルトレークシティなど東の地点と太平洋岸北西部とを結んでいる。

## レクリエーション
ナンパには24の公園があり、そのうちの最大のものがレイクビュー公園である。1994年にオープンした広さ14万平方フィート (13,000 m2) のナンパ・レクリエーションセンターには6つのプールがある水上競技場、3つの体育館、ラケットボール・コート、ウォーキングとランニングのトラック、ウェイトトレーニングルームと設備、フリークライミング用の壁など多くの活動スペースがある。センテニアル・ゴルフコース（18ホール）およびリッジクレスト・ゴルフクラブ（27ホール）はナンパ市が所有し運営している。
「アイダホセンター」は複合娯楽施設である。ここには1998年に建設され60フィートx40フィート (18 m x 12 m) のステージと10.500の観客席がある円形劇場、床面積31,200平方フィート (2,900 m2)で12,279席の競技場、馬のショーがあるアイダホ・ホースパーク、および陸上競技が行われるスポーツセンターがある。スポーツセンターはボイシ州立大学のブロンコス陸上競技チームが本拠地にしている。
アイダホセンター競技場は毎年7月の第3週にスネーク川ロデオ大会があることで知られている。この大会は国内でもトップクラスのものである。この競技場は以前、コンチネンタル・バスケットボール・アソシエーションのアイダホ・スタンピードや、今は無くなった室内プロフェッショナル・フットボール・リーグのアイダホ・スタリオンズが本拠地にしており、コンサート、見本市、スポーツ行事などに使われている。
アイダホセンター競技場では以前に、全米カレッジ対抗競技協会（NAIA）ディビジョンIIの男子バスケットボール選手権が行われた。その前はノースウェスト・ナザレ大学のキャンパスで行われていたものが、1998年にアイダホ・センターが完成して、この競技場に選手権が移された。2000年にノースウェスト・ナザレ・カレッジが大学に代わり、NAIAを離れてNCAAディビジョンIIに移ったので、選手権も他所に移った。
2004年3月、アイダホセンター競技場では、ボイシ州立大学男子バスケットボールがホームにして、ウィスコンシン大学ミルウォーキー・パンサーズとの第2ラウンドの試合を行った。この試合はボイシ州立大学のタコ・ベル競技場でメタリカのコンサートが入っていたために、アイダホ・センターで行われた。この試合には1万人以上の観衆を集め、この地域の歴史の中でもバスケットボールの試合に集まった最大の観衆となった。
2006年11月、アイダホ・センターでは、アイダホ州で初めてローリング・ストーンズのコンサートがあった。1年に1回はモンスター・ジャムも開催されてきた。2012年のNCAAディビジョンI室内陸上競技大会がナンパで行われることになっている。

## 地理
ナンパは北緯43度34分29秒 西経116度33分49秒 / 北緯43.57472度 西経116.56361度に位置する。アメリカ合衆国国勢調査局による報告では、この内陸の町の市域全面積は19.9平方マイル (51.5 km2)、このうち陸地が19.9平方マイル (51.4 km2) であり、水域は0.04平方マイル (0.1 km2)、水域率は0.10%である。

## 人口推移
以下にナンパ市における1890年から2020年までの人口推移をグラフおよび表で示す。
| 統計年 | 人口      |
| ------ | --------- |
| 1890年 | 347人     |
| 1900年 | 799人     |
| 1910年 | 4,205人   |
| 1920年 | 7,621人   |
| 1930年 | 8,206人   |
| 1940年 | 12,149人  |
| 1950年 | 16,185人  |
| 1960年 | 18,897人  |
| 1970年 | 20,768人  |
| 1980年 | 25,112人  |
| 1990年 | 28,365人  |
| 2000年 | 51,867人  |
| 2010年 | 81,557人  |
| 2020年 | 100,200人 |